# 松平治鄉
松平治鄉（日语：／ Matsudaira Harusato，1751年3月11日—1818年5月28日），號不昧，日本江戶時代末期大名、茶人，松江藩第7代藩主、直政系越前松平家宗家第7代家督。
松平治鄉是第6代藩主松平宗衍的次子。1767年（明和4年）父親隱居，由他繼承家督之位，接受幕府將軍德川家治的偏諱，取名治鄉。治鄉繼位的時候，松江藩財政瀕臨崩潰，他與家老朝日茂保一起進行藩政改革，使松江藩財政盈餘。不過藩政改革主要是由朝日茂保領導的，治鄉本人不談論政治。
除此之外，治鄉是一位出色的茶人，是日本茶道流派不昧流之祖。他花費巨資收集茶器，使藩的財政再次迅速惡化。1806年（文化3年）讓位給長子齊恆並隱居。1818年（文政元年）去世，享年68歲。